# Кроуфорд, Джек
Джон Ге́рберт (Джентльмен Джек) Кро́уфорд (англ. John Herbert "Gentleman Jack" Crawford; 22 марта 1908, Олбери или Юранджелайн, Новый Южный Уэльс — 10 сентября 1991, Сидней) — австралийский теннисист, первая ракетка мира среди любителей (1935). 17-кратный победитель турниров Большого шлема в одиночном, мужском парном и смешанном парном разрядах, член Международного зала теннисной славы с 1979 года.

## Спортивная карьера
В 16 лет, в начале 1925 года, Джек Кроуфорд дебютировал в чемпионате Австралии и дошёл до четвертьфинала в мужском парном разряде. На следующий год он повторил этот успех уже в смешанных парах, а в 1927 году стал полуфиналистом в мужском одиночном и мужском парном разряде.
В 1928 году Кроуфорда впервые пригласили в сборную Австралии на матч Кубка Дэвиса против итальянцев. Через месяц он впервые в карьере вышел в финал турнира Большого шлема (к этому моменту такого понятия ещё не существовало и, согласно одной из версий, оно обязано своим появлением именно дальнейшим выступлениям Кроуфорда). В финале чемпионата Франции они с соотечественницей Дафне Экхерт-Козенс уступили смешанной американо-южноафриканской паре. Со следующего года Кроуфорд выступал в смешанном разряде со своей женой, Марджори Кокс-Кроуфорд, и пять раз подряд выходил с ней в финал чемпионата Австралии. Они выиграли чемпионат трижды подряд, с 1931 по 1933 год.
К 1933 году, помимо побед с Марджори в миксте, он уже трижды выигрывал чемпионат Австралии в мужском парном разряде (в том числе в 1931 году, когда они с Марджори оба играли в параллельных финалах) и дважды в одиночном, но ни разу ещё не добивался победы ни во Франции, ни на Уимблдоне, ни в США. В 1933 году положение вещей ключевым образом изменилось: Кроуфорд выиграл вслед за чемпионатом Австралии и чемпионат Франции, и Уимблдон. На чемпионате США он вышел в финал, где ему противостоял британец Фред Перри. Перед финальным матчем репортёр New York Times Джон Киран написал:
Если сегодня Кроуфорд победит Перри, это будет похоже на выигрыш большого шлема на корте, в контре и зоне
Оригинальный текст (англ.)If Crawford beats Perry today, it would be something like scoring a Grand Slam on the courts, doubled and vulnerable
Кроуфорд вёл в финале со счётом 2-1 по сетам, но усталость не дала ему довести игру до победы, и Перри легко выиграл последние два сета и весь матч. Кроуфорду не удалось стать первым в истории обладателем Большого шлема, хотя он и был признан лучшим теннисистом мира по итогам сезона.
Два года спустя Кроуфорд практически смог повторить успех 1933 года, но уже в мужском парном разряде. Он выиграл с двумя разными партнёрами чемпионаты Австралии и Франции и Уимблдонский турнир, но чемпионат США ему так и не покорился. В итоге, завоевав за время выступлений семнадцать титулов в разных разрядах, в том числе по три на чемпионате Франции и Уимблдоне, он так и не стал чемпионом США. Зато чемпионом Австралии он становился по четыре раза в одиночном и мужском парном разрядах и трижды в миксте. В 1936 году он остановился в одном шаге от завоевания ещё одного престижного теннисного трофея, когда команда Австралии в матче вызова Кубка Дэвиса (в котором победитель всех отборочных этапов встречался с действующим обладателем Кубка) уступила на кортах Уимблдона сборной Великобритании со счётом 3-2. Сам Кроуфорд выиграл матч в парах, но уступил в обеих одиночных встречах, Банни Остину и Фреду Перри.
Последние выступления Кроуфорда в финалах турниров Большого шлема относятся к концу 1939 и началу 1940 года: когда в Европе уже шла война, он вышел в финал чемпионата США в мужских парах, а затем в финал чемпионата Австралии в одиночном и мужском парном разряде. В 1939 году он был включён в состав сборной Австралии в Кубке Дэвиса, но так ни разу и не вышел на корт, а сборная прошла весь путь до финала и победила в нём команду США. Всего Кроуфорд провёл за национальную сборную 57 матчей и выиграл 36 из них, в том числе 13 из 18 встреч в парном разряде.
Кроуфорд продолжал выступать и после войны: в 1946, 1948 и 1949 годах он доходил до полуфинала чемпионата Австралии в мужском парном разряде. Позже он выступал в соревнованиях ветеранов, и в 1983 году в его честь был учреждён командный Кубок Джека Кроуфорда, разыгрываемый теннисистами в возрасте 70 лет и старше. В 1976 году за заслуги в развитии спорта он был произведён в офицеры ордена Британской империи, в 1979 году его имя было включено в списки Международного зала теннисной славы, а в 1997 году — в списки Зала спортивной славы Австралии.

## Стиль игры
Кроуфорд, прозванный в зрительских кругах «Джентльмен Джек», исповедовал уже несколько старомодную для своего времени манеру игры, основой которой служил обмен мощными низкими ударами с задней линии (используя при этом такую же старомодную ракетку с уплощённым сверху ободом). Внешне такая игра казалась несколько ленивой и не требующей физических усилий. Однако Кроуфорд довёл этот стиль до такого совершенства, что в 1933 году выиграл три из четырёх турниров Большого шлема в одиночном разряде и находился в одном сете от победы в четвёртом, а два года спустя выиграл также три турнира Большого шлема, но уже в мужских парах.

## Участие в финалах турниров Большого шлема

### Одиночный разряд (12)

#### Победы (6)
| Год  | Турнир                  | Соперник в финале | Счёт в финале            |
| ---- | ----------------------- | ----------------- | ------------------------ |
| 1931 | Чемпионат Австралии     | Гарри Хопман      | 6-4, 6-2, 2-6, 6-1       |
| 1932 | Чемпионат Австралии (2) | Гарри Хопман      | 4-6, 6-3, 3-6, 6-3, 6-1  |
| 1933 | Чемпионат Австралии (3) | Кит Гледхилл      | 2-6, 7-5, 6-3, 6-2       |
| 1933 | Чемпионат Франции       | Анри Коше         | 8-6, 6-1, 6-3            |
| 1933 | Уимблдонский турнир     | Эллсуорт Вайнз    | 4-6, 11-9, 6-2, 2-6, 6-4 |
| 1935 | Чемпионат Австралии (4) | Фред Перри        | 2-6, 6-4, 6-4, 6-4       |

#### Поражения (6)
| Год  | Турнир                  | Соперник в финале | Счёт в финале             |
| ---- | ----------------------- | ----------------- | ------------------------- |
| 1933 | Чемпионат США           | Фред Перри        | 3-6, 13-11, 6-4, 0-6, 1-6 |
| 1934 | Чемпионат Австралии     | Фред Перри        | 3-6, 5-7, 1-6             |
| 1934 | Чемпионат Франции       | Готфрид фон Крамм | 4-6, 9-7, 6-3, 5-7, 3-6   |
| 1934 | Уимблдонский турнир     | Фред Перри        | 3-6, 0-6, 5-7             |
| 1936 | Чемпионат Австралии (2) | Адриан Квист      | 2-6, 3-6, 6-4, 6-3, 7-9   |
| 1940 | Чемпионат Австралии (3) | Адриан Квист      | 3-6, 1-6, 2-6             |

### Мужской парный разряд (12)

#### Победы (6)
| Год  | Турнир                  | Партнёр        | Соперники в финале              | Счёт в финале           |
| ---- | ----------------------- | -------------- | ------------------------------- | ----------------------- |
| 1929 | Чемпионат Австралии     | Гарри Хопман   | Рональд Каммингс Эдгар Мун      | 6-1, 6-8, 4-6, 6-1, 6-3 |
| 1930 | Чемпионат Австралии (2) | Гарри Хопман   | Ким Фитчетт Джон Хокс           | 8-6, 6-1, 2-6, 6-3      |
| 1932 | Чемпионат Австралии (3) | Эдгар Мун      | Джеральд Паттерсон Гарри Хопман | 12-10, 6-3, 4-6, 6-4    |
| 1935 | Чемпионат Австралии (4) | Вивьен Макграт | Фред Перри Пэт Хьюз             | 6-4, 8-6, 6-2           |
| 1935 | Чемпионат Франции       | Адриан Квист   | Вивьен Макграт Дон Тёрнбулл     | 6-1, 6-4, 6-2           |
| 1935 | Уимблдонский турнир     | Адриан Квист   | Джон ван Рин Уилмер Эллисон     | 6-3, 5-7, 6-2, 5-7, 7-5 |

#### Поражения (6)
| Год  | Турнир                  | Партнёр        | Соперники в финале          | Счёт в финале            |
| ---- | ----------------------- | -------------- | --------------------------- | ------------------------ |
| 1931 | Чемпионат Австралии     | Гарри Хопман   | Рэй Данлоп Чарльз Донохью   | 6-8, 2-6, 7-5, 9-7, 4-6  |
| 1933 | Чемпионат Австралии (2) | Эдгар Мун      | Эллсуорт Вайнз Кит Гледхилл | 4-6, 8-10, 2-6           |
| 1934 | Чемпионат Франции       | Вивьен Макграт | Жан Боротра Жак Брюньон     | 9-11, 3-6, 6-2, 6-4, 7-9 |
| 1936 | Чемпионат Австралии (3) | Вивьен Макграт | Адриан Квист Дон Тёрнбулл   | 8-6, 2-6, 1-6, 6-3, 2-6  |
| 1939 | Чемпионат США           | Гарри Хопман   | Джон Бромвич Адриан Квист   | 6-8, 1-6, 4-6            |
| 1940 | Чемпионат Австралии (4) | Вивьен Макграт | Джон Бромвич Адриан Квист   | 3-6, 5-7, 1-6            |

### Смешанный парный разряд (8)

#### Победы (5)
| Год  | Турнир                  | Партнёр                | Соперники в финале                       | Счёт в финале |
| ---- | ----------------------- | ---------------------- | ---------------------------------------- | ------------- |
| 1930 | Уимблдонский турнир     | Элизабет Райан         | Хильда Кравинкель-Сперлинг Даниэль Пренн | 6-1, 6-3      |
| 1931 | Чемпионат Австралии     | Марджори Кокс-Кроуфорд | Эмили Худ-Уэстакотт Обри Уиллард         | 7-5, 6-4      |
| 1932 | Чемпионат Австралии (2) | Марджори Кокс-Кроуфорд | Мерил О’Хара-Вуд Дзиро Сато              | 6-8, 8-6, 6-3 |
| 1933 | Чемпионат Австралии (3) | Марджори Кокс-Кроуфорд | Марджори Глэдмен-ван Рин Эллсуорт Вайнз  | 6-8, 8-6, 6-3 |
| 1933 | Чемпионат Франции       | Маргарет Скривен       | Бетти Натхолл Фред Перри                 | 6-2, 6-3      |

#### Поражения (3)
| Год  | Турнир                  | Партнёр                | Соперники в финале             | Счёт в финале  |
| ---- | ----------------------- | ---------------------- | ------------------------------ | -------------- |
| 1928 | Уимблдонский турнир     | Дафне Экхерст-Козенс   | Элизабет Райан Патрик Спенс    | 5-7, 4-6       |
| 1929 | Чемпионат Австралии     | Марджори Кокс-Кроуфорд | Дафне Экхерст-Козенс Эдгар Мун | 0-6, 5-7       |
| 1930 | Чемпионат Австралии (2) | Марджори Кокс-Кроуфорд | Нелл Холл-Хопман Гарри Хопман  | 9-11, 6-3, 3-6 |

## Участие в финалах Кубка Дэвиса

### Поражение (1)
| Год  | Место  | Команда                         | Соперник в финале                                      | Счёт |
| 1936 | Лондон | Австралия А. Квист, Д. Кроуфорд | Великобритания Г. У. Остин, Ф. Перри, Р. Таки, П. Хьюз | 2-3  |